# Groenkruinhoningzuiger
De groenkruinhoningzuiger (Cinnyris johannae; synoniem: Nectarinia johannae) is een zangvogel uit de familie Nectariniidae (honingzuigers).

## Verspreiding en leefgebied
Deze soort telt 2 ondersoorten:
- C. j. fasciatus: van Sierra Leone tot Benin.
- C. j. johannae: van zuidelijk Nigeria en zuidelijk Kameroen tot noordoostelijk Congo-Kinshasa, Congo-Brazzaville en noordwestelijk Angola.